# Beckerholz
Beckerholz est un hameau et une ancienne commune de Moselle en région Grand Est, rattaché à Filstroff.

## Géographie
Situé au Sud-Ouest de Filstroff.
Villages voisins : Bibiche, Colmen

## Toponymie
Ancien noms, : Bœkeris (1360), Bolkerholtz (1609), Selliershausen ou Beckerholtz (1617), Becquerholtz (1617), Belcherholtz (XVIIIe siècle), Beckerholtz (1793 & 1801).
Belcherholz et Berkerholz en francique lorrain.

## Histoire
Beckerholz fut érigé en 1610 dans la forêt de ce nom par un abbé de Bouzonville, une partie de la forêt de Kalenhoven fut défrichée pour cela. Avait une chapelle annexe de la paroisse de Filstroff. Fut rattaché à Filstroff par décret du 5 juin 1810.

## Démographie
| 1800 | 1806 | 1900 |
| ---- | ---- | ---- |
| 204  | 190  | 180  |

## Lieux et monuments
- Château Saint-Oswald
- Chapelle castrale Saint-Oswald
- Chapelle de la Très-Sainte-Trinité

## Personnages liés à la commune
- Charles-Gaspard de Roucy, comte de Roucy, né en 1743, seigneur en partie de Saint-Oswald et Beckerholtz[3].